# لي سونج-مين (لاعب كرة قدم)
لي سونج-مين (16 مايو 1986 بكوريا الجنوبية - ) هو لاعب كرة قدم كوري جنوبي في مركز الهجوم. لعب مع نادي دايجو ونادي غانغوون وGangneung Citizen FC ‏.

## وصلات خارجية
- لي سونج-مين على موقع دوري كوريا الجنوبية (الإنجليزية)
- لي سونج-مين على موقع قاعدة بيانات كرة القدم.إي يو (الإنجليزية)